# モシ諸王国
モシ諸王国（Mossi）、またはモシ帝国は現在のブルキナファソのヴォルタ川上流を何百年もの間支配していたさまざまな強力な王国群であった。モシ諸王国は現代のガーナのマンプルシ地方の戦士がこの地域へと移り住み、現地の人と婚姻した際に建国された。モシ諸王国の軍事と政治の中央集権化は13世紀から始まり、周辺の有力国家との対立を引き起こした。1886年、フランスは諸王国を乗っ取り、フランス領オートボルタを設立した。植民地行政においては何十年間もモシ諸王国の行政機構を利用していた。

## 起源
植民地以前のモシ族の歴史は文字のない口頭伝承であることから、モシ諸王国の起源と歴史の一部に関しての記述は非常に不正確で、一部には矛盾している口伝もあり、話の核心に関しては見解が分かれている。モシ諸王国の起源の物語は、女性が王家の系譜として重要な役割を担っている点で特異である。
モシ諸王国の起源に関しては、ある一つの有名な口伝において、とあるマンプルシの王女が父親との争いが理由でガンバゴの街を離れたところにあるとされる。このことは10世紀から15世紀にかけてのいずれかの時期に起こったとさまざまな口伝では語られている。口伝によると、当時モシ族、マンプルシ族、ナンカン族の住む地域の王だったネデガ王の一人娘であるイェンネガ王女が男装し、ブサンシ族の象使い、リアレの家に逃げ込んできた。リアレは当初、イェンネガを男だと信じたが、ある日イェンネガは女であることを明かし、二人は結婚した。二人の間にはウェドラゴまたはウエドラゴという息子が生まれたが、この名はイェンネガがガンバゴから流れてきた時に乗っていた馬の名から名付けられた。ウェドラゴは15歳になるとダゴンバの祖父の元を訪れ、4頭の馬と50頭の牛を与えられ、さらに多くのダゴンバ騎兵がウェドラゴの軍に参加することとなった。この軍勢を率いてウェドラゴはブサンシ族を征服し、プイリケタとい女性と結婚し、3人の息子を授かり、タンコドゴの町を建設した。長男のディア・バロンポはファダ・ングルマの町を建設し、次男のラワはゾンドマの支配者となった。三男のズンガラナはウェドラゴの死後、タンコドゴの支配者となった。ズンガラナはニニシ族の首長から贈られた女性、プイテンガと結婚し、そして結果としてダゴンバ、ブサンシ、ニニシは交配してモシ人という新たな民族が誕生した。ズンガラナとプイテンガの間には息子、ウブリがいて、ウブリはキビッシとグルンシを征服して領土を広げた。1050年頃から1090年頃まで統治していたウブリは、しばしば重要都市ワガドゥグーを支配した、ワガドゥグー王国の建国者とみなされることがある。

## 台頭と中央集権化

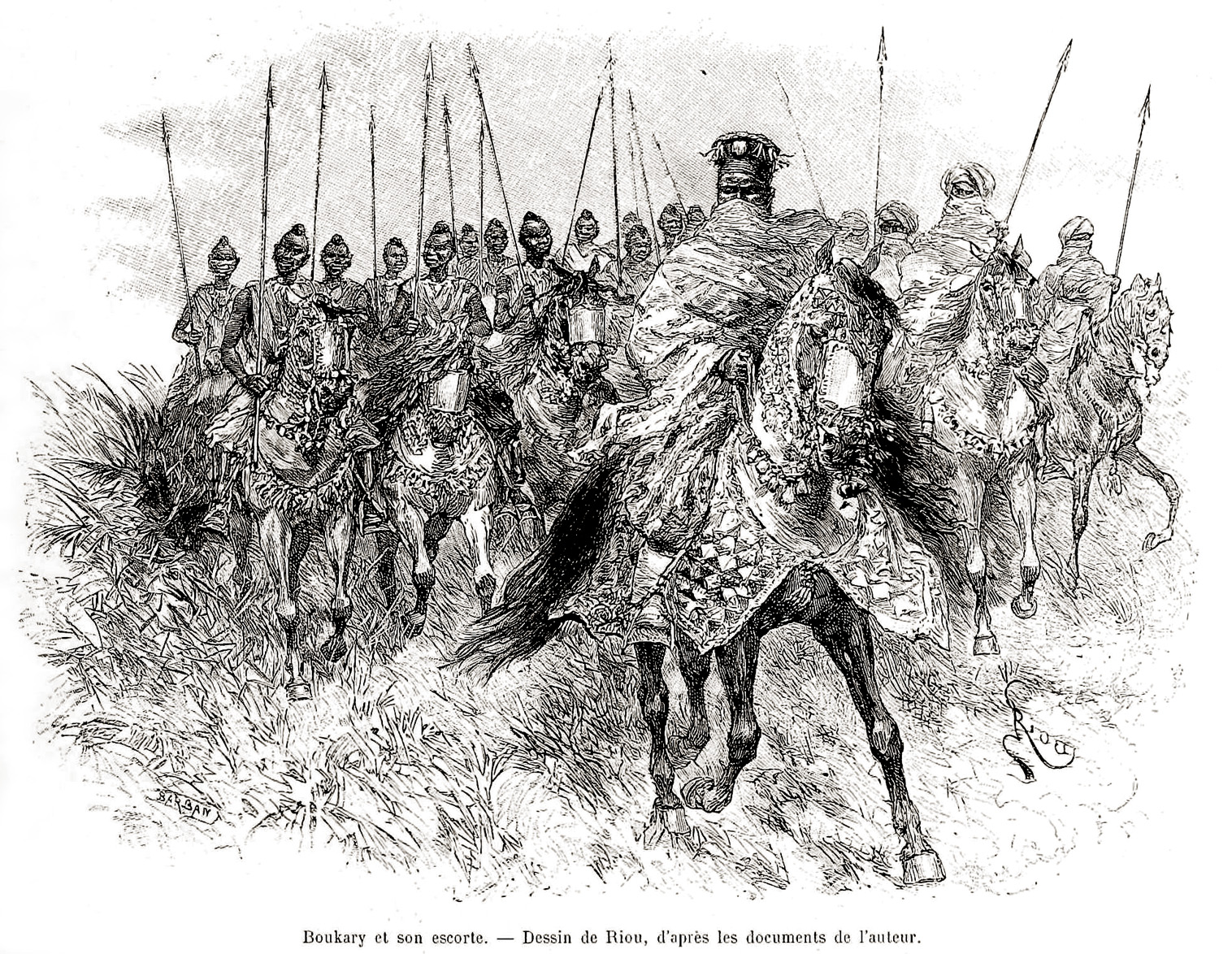
モシ諸国の騎兵隊は恐るべきマリ帝国に対しても、敵対国の領土奥深くを襲撃する熟達した兵士だった。画像は1892年ブルキナファソ、騎兵隊に護衛されたワガドゥグーのモシ王、ブカリ・クトゥまたはウォブゴ

ウブリに続き、中央集権化と小規模な征服はモシ諸王国の主要な課題であった。ワガドゥグー王国はワガドゥグーの支配権を維持していたが、ウェドラゴの息子らによって建国された他の王国、タンコドゴ王国、ファダ・ングルマ王国、ゾンドマ王国は独立を維持していた。ワガドゥグー王国第五代国王であるコムディミ(1170年頃)の下、ワガドゥグー王家の一員によって革命が始まり、北方にヤテンガ王国とリジム王国が建国された。コムディミとヤテンガの戦争は何年にもわたり、最終的にヤテンガは独立したモシ諸王国の一国、ゾンドマを占領した。コムディミは息子らのために、ある程度の自治権を持つ独立した州、ディマという新たな権限を作り上げた。この土地の引き継ぎと息子をディマとする制度は、後の多くの支配者にも受け継がれていった。
モシ諸王国が強大化するにつれ、周辺諸国との対立も大きくなった。 ヤテンガ王国は1328年から1477年の間にソンガイ帝国を攻撃する重要な勢力となり、トンブクトゥを占領し、重要な交易拠点であるマシナを略奪した。アスキア・ムハンマド一世がイスラームを広げることを願い、ソンガイ帝国の君主となると、アスキア・ムハンマドは1497年にモシ諸王国へと聖戦を行った。この戦争でモシ諸王国は敗北したものの、イスラムを押し付けようとする試みに抵抗した。1591年、サアド朝モロッコがソンガイ帝国を征服すると、モシ諸王国は再独立した。
18世紀までに、モシ諸国は地域の経済力と軍事力を大幅に上昇させた。対外貿易はアフリカ全域で大きく増加し、フラニ諸国やマリ帝国と大きなつながりを持つようになった。こうした対外関係には、モシ諸王国がアフリカの様々な勢力から何度も受けたということが含まれる。この地域にはマシナ帝国やソコト帝国と言ったイスラムを強制的に広めようとするジハード国家がいくらかあったが、モシ諸王国は伝統的な宗教と儀礼をほとんど維持した。
国内においては、モシ諸王国は「ナコンブセ」とテングビセを区別していた。ナコンブセはモシ諸王国の創始者の血統にあたり、神聖な統治権を与える「ナアム」の力を主張した。これに対し、テングビセは諸王国に同化した地元民であり、ナアムの力を行使でないと考えられた。しかし、テングビセは地域に対するつながりから、土地に関する問題を裁定すること許す「テンガ」を持っていた。支配者の「ナアム」とテングビセの「テンガ」の支援で、モシ社会における力は双方向の次元において繋がっていた。

## 宗教
西アフリカの主要なイスラム国家に隣接していたモシ諸王国は、イスラムの権威を認めながら、イスラム以前からの祖先崇拝を中心とした宗教的な崇拝を維持して、習合した宗教体系を発達させた。王は大きな二つの祭りに参加し、一つは王の系譜に焦点を当てたもの（王のナアムを増やすため）であり、もう一つはテンガへと生贄を捧げることであった。
加えて、モシ諸王国は当初行われたイスラムの押し付けに対し、西アフリカの主要なイスラム諸国から独立を保ったが、諸王国にはかなりのムスリムが住んでいた。ワガドゥグーでは、王の系譜の力を認める代わり、クルアーンの朗読を王族へと届けることを許可されたイマームが任命された。

## フランスによる征服
1885年にベルリン会議でアフリカ分割に関する協定が決定されると西洋列強は次々とアフリカへ行って現地調査行い、実効支配に乗り出した。ヨーロッパ人で最初にモシ諸王国に入ってきたのは1888年、探検家のゴットロープ・クラウゼだった。続いて1894年、ジョージ・エケム・ファーガソン率いるイギリスの遠征隊がモシ人の指導者らを説得し、保護条約に調印させた。それにもかかわらず、フランス人はオートボルタの一部とするため、1896年、モシ諸王国に侵入し、条約を破棄させた。フランスはすでにモシ諸王国を取り囲む周辺の諸王国を全て征服するか、乗っ取っていた。ワガドゥグー最後の王、ウォブゴ、又はウォボゴーはフランス軍が街を攻撃する前日、警告を受けたため街から逃れる際に小さな軍隊を送り、戦わせた。フランス軍は4発の銃弾を打ち込み、モシ軍は散り散りとなったが、ウォブゴは捕縛を免れた。フランス人はウォブゴの弟であるクーカをワガドゥグーの王とし、ヤテンガと同盟を結んでウォブゴを捕縛しようとしていた。フランスとイギリスが植民地の境界に合意するとウォブゴは主な支援者を失い、イギリスの年金をもらってゴールドコーストのゾンゴイリで隠棲して1904年に死亡した。フランスは1904年、オー・セネガル・ニジェール植民地を創設し、オートボルタはこの植民地に併合された。
モシ諸王国の重要な中央集権化の結果、フランス人は政権を維持してモロ・ナバを地域の主要な統治者とし、その下に異なる地域を統治す5人の大臣を設置した（主にモシ諸王国の境界を守った）。
フランス領になり、高い人頭税が課されるようになると、近隣のコートジボワール植民地や英領ゴールドコーストなどへ出稼ぎにいく者が増加し、綿花等のプランテーションや鉄道建設などへ強制的に駆り出された結果、農家の収入は激減した。

## 構造
モシ諸王国はワガドゥグー、タンコドゴ、ファダ・ングルマ、ゾンドマ(後にヤテンガに取って代わられた)とブスマの5つの王国を中心に構成された。
しかし、4つの主要なモシ諸王国のうち一つとつながりを維持する19の小王国もあった。これらそれぞれのモシ諸王国国内では自治し、独立を維持していたが、互いに血縁的、軍事的、そして儀式的に結束していた。各王国は王、大臣、そしてその他の役人らからなる類似した国内の構造を持ち、行政機構は高度に中央集権化されていた。ヤテンガとワガドゥグーとの間には顕著な対立があった。ワガドゥグーはモロ・ナバに統治された主要なモシ王国と見做されることが多かったものの、それぞれのモシ諸王国が自治権を持っていたため、モシ諸王国の首都というわけではなかった。